# Lafayette (Colorado)
Lafayette is een plaats (city) in de Amerikaanse staat Colorado, en valt bestuurlijk gezien onder Boulder County.

## Demografie
Bij de volkstelling in 2000 werd het aantal inwoners vastgesteld op 23.197.
In 2006 is het aantal inwoners door het United States Census Bureau geschat op 24.211, een stijging van 1014 (4.4%).

## Geografie
Volgens het United States Census Bureau beslaat de plaats een oppervlakte van
23,1 km², waarvan 22,9 km² land en 0,2 km² water. Lafayette ligt op ongeveer 1588 m boven zeeniveau.

## Plaatsen in de nabije omgeving
De onderstaande figuur toont nabijgelegen plaatsen in een straal van 16 km rond Lafayette.

## Geboren
- Zachary Grabowksi (1985), wielrenner